# Sergio Brio
Pour les articles homonymes, voir Brio (homonymie).
Sergio Brio, né le 19 août 1956 à Lecce, dans la province de même nom dans les Pouilles, dans le sud de l'Italie, est un footballeur, qui évoluait comme défenseur central et un entraîneur italien de football.

## Biographie
Sergio Brio, surnommé Acciaio ou encore 19 agosto, a passé, dans les années 1980, la majeure partie de sa carrière sous les couleurs de la Juventus FC, club dont il fut le capitaine en 1988 et 1990. Avec le club turinois, il a remporté 4 fois la Serie A, 3 fois la Coupe d'Italie, 1 Ligue des champions de l'UEFA, 1 Coupe d'Europe des vainqueurs de coupe de football, 1 Coupe UEFA, 1 Supercoupe de l'UEFA, et 1 Coupe intercontinentale.

## Palmarès
- Juventus FC
  - Serie A : 1980/81, 1981/82, 1983/84, 1985/86
  - Coupe d'Italie : 1978/79, 1982/83, 1989/90
  - Ligue des champions de l'UEFA : 1984/85
  - Coupe des coupes : 1983/84
  - Coupe de l'UEFA : 1989/90
  - Supercoupe de l'UEFA : 1984
  - Coupe intercontinentale : 1985